# Bountiful
Bountiful – miasto w Stanach Zjednoczonych, w stanie Utah, w hrabstwie Davis. W 2000 roku liczyło 41 301 mieszkańców.